# Lukáš Bajer
Lukáš Bajer (Přerov, 15 dicembre 1984) è un ex calciatore ceco, di ruolo centrocampista.